# Acuerdo del Louvre
El Acuerdo del Louvre (formalmente, la Declaración de los Ministros de Finanzas y Gobernadores de los Bancos Centrales del G6) fue un acuerdo, firmado el 22 de febrero de 1987 en París, que tenía como objetivo estabilizar los mercados de divisas internacionales y detener la continua caída del dólar estadounidense después de 1985 tras el Acuerdo del Plaza. Se consideró, desde un punto de vista contractual internacional relacional, como una solución de compromiso racional entre dos extremos de tipo ideal de regímenes monetarios internacionales: los tipos de cambio perfectamente flexibles y los perfectamente fijos.
El acuerdo fue firmado por Canadá, Francia, Alemania Occidental, Japón, el Reino Unido y los Estados Unidos. El gobierno italiano fue invitado a firmar el acuerdo, pero declinó.